# Cyansäure
Die Cyansäure ist eine instabile chemische Verbindung. Sie entsteht beim Ansäuern von Cyanaten, tautomerisiert jedoch praktisch vollständig zur stabileren Isocyansäure. Eindeutig nachgewiesen werden konnte Cyansäure nach Bestrahlen von Isocyansäure mit UV-Licht (224 nm) in einer Argon- oder Stickstoff-Matrix bei 4 bzw. 20 K. Cyansäure ist isomer zu Knallsäure.

## Cyanate
Cyanate sind die Salze mit dem Cyanat-Ion (NCO−) oder die Ester der Cyansäure mit der Struktur R–OCN. Anorganische Cyanate wie Kaliumcyanat sind stabile wasserlösliche Verbindungen und farblos. Cyansäureester trimerisieren im Allgemeinen zu Cyanursäuretriestern. Dies geschieht bei Alkylcyanaten sehr schnell (schon während der Herstellung), bei Arylcyanaten langsam.

## Verwendung
Für die freie Säure ist aufgrund ihrer Instabilität keine Anwendung bekannt. Anorganische Cyanate werden als Hilfsstoffe bei der Wärmebehandlung von Werkstoffen aus Stahl und als Ausgangsstoffe zur Herstellung von Pharmaka und Harnstoffherbiziden verwendet.